# Marthe de Kerchove de Denterghem
Marthe Boël geboren als Marthe de Kerchove de Denterghem (Gent, 3 juli 1877 – Brussel, 18 januari 1956) was een Belgische feministe. Ze was de derde dochter van de liberale senator Graaf Oswald de Kerchove de Denterghem en Maria Lippens (1850-1918).

## Levensloop
Ze studeerde in Gent en Parijs, alwaar ze het brevet supérieur behaalde in 1895. In 1898, trouwde ze met Pol-Clovis Boël (1868-1941), directeur van de Usines Gustave Boël in La Louvière en telg uit het geslacht Boël. Ze bemoeide zich met verschillende liefdadigheidsfondsen en richtte het Cercle des Dames Libérales op. Door haar vader kwam ze in contact met de Belgische feministische beweging waar ze Hélène Goblet d’Alviella en Jane Brigode ontmoette. Bij het begin van de Eerste Wereldoorlog ging ze werken als verpleegkundige en werd lid van de Union patriotique des femmes belges onder leiding van Jane Brigode. Ze ging bij het verzet, werd gearresteerd samen met haar man in oktober 1916 en na een proces in Charleroi opgesloten in Siegburg. Haar gezondheid ging achteruit en in 1917 werd ze geruild met Frau von Schnee, de vrouw van de gouverneur van Duits-Oost-Afrika. De rest van de oorlog leefde ze in ballingschap in Gstaad (Zwitserland).
Marthe Boël ijverde tijdens het interbellum voor de veralgemening van het vrouwenstemrecht. Van 1934 tot 1952 was zij voorzitster van de Nationale Vrouwenraad van België en van 1936 tot 1947 van de Internationale Vrouwenraad.

## Postzegels
In 2009 werd door de Belgische Post een postzegel uitgegeven met haar beeltenis, samen met een zegel met de beeltenis van Lily Boeykens. Deze laatste werkte nauw samen met Maya Janssen, die de dochter was van Marthe de Kerchove de Denterghem.
De uitgave kwam er als eerbetoon voor hun werk in de Nationale en Internationale Vrouwenraad.